# Pierścień i róża (film)
Pierścień i róża − polska baśń filmowa w reżyserii Jerzego Gruzy, zrealizowana na podstawie powieści Williama Thackeraya o tym samym tytule.
Oprócz wersji filmowej powstał też pięcioodcinkowy serial telewizyjny o takim samym tytule.
Film kręcono w Pieskowej Skale i kieleckiej Kadzielni.

## Fabuła
W królestwie Paflagonii rządzi uzurpator, król Walorozo, który bezprawnie zajął tron należny bratankowi, królewiczowi Lulejce. Na zamek króla ma przybyć książę Bulbo, by prosić o rękę księżniczki Angeliki. W Andżelice kocha się też Lulejko, ponieważ Angelika nosi na palcu zaczarowany pierścień, który czyni ją piękną. Wkrótce pierścień przypadkowo trafia do skromnej służącej Różyczki. Sprawia on, że wszyscy się w niej zakochują.

## Obsada
- Katarzyna Figura − Różyczka
- Stefan Każuro − książę Lulejko
- Bernard Ładysz − król Walorozo XXIV
- Leon Niemczyk − Mrukiozo
- Zbigniew Zamachowski − książę Bulbo
- Janusz Rewiński − król Padello
- Katarzyna Cygan − księżniczka Angelika
- Wanda Dembek − Gburia-Furia
- Krystyna Tkacz − królowa
- Zdzisława Specht − Czarna Wróżka
- Bogusz Bilewski − Brodacz Pancerny
- Ludwik Benoit − kapitan Zerwiłebski
- Eugeniusz Wałaszek – arcybiskup
- Lech Sołuba – naczelnik policji
- Andrzej Pieczyński – poseł króla Padella
- Tadeusz Kożusznik